# Wilmot Perkins
Wilmot „Motty“ Perkins (auch „Mutty“ Perkins; * 3. September 1931 in Portland; † 10. Februar 2012 in St. Andrew) war ein jamaikanischer Radiomoderator und Journalist. Er galt als dienstältester und als einer der kontroversesten Talkshow-Moderatoren Jamaikas.

## Leben
Perkins besuchte die Calabar High School in St. Andrew und studierte einige Zeit anglikanische Theologie am St. Peter’s College, das er 1953 ohne Abschluss verließ. Schon in den 1950er Jahren begann er seine Karriere als Journalist bei der Zeitung The Gleaner, für die er in den folgenden Jahren als Parlamentsreporter, Nachrichtenredakteur und Kolumnist tätig war.
Seine erste Radiosendung war What’s your Grouse, die 1960 bei RJR auf Sendung ging. In den 1970er und 1980er Jahren moderierte er nach einem Wechsel zur Jamaica Broadcasting Corporation zuerst Public Eye, dann wieder bei RJR Hot Line. Als in den 1990er Jahren KLAS FM 89 seinen Betrieb startete, hatte Perkins dort mit Straight Talk seine Radioshow, bevor er bei Hot 102FM Perkins On Line moderierte, eine Sendung, bei der Anrufer per Telefon mit Perkins über aktuelle politische Fragen, aber auch über vieles andere bis hin zu philosophischen und theologischen Themen debattierten. Die Sendung wurde zur populärsten Radio-Talkshow Jamaikas. Im April 2002 wechselte er mit dieser Talkshow zum Sender Power 106, wo er bis kurz vor seinem Tod tätig war.
Perkins galt nicht nur als der dienstälteste Talkshow-Moderator des jamaikanischen Radios, sondern auch als einer der kontroversesten. Wegen seiner Radiosendungen, in denen er u. a. die Polizei, Geschäftsleute und Politiker kritisierte, wurden gegen Perkins mehrfach Gerichtsverfahren angestrengt, so zuletzt im Juli 2010, nachdem bei Perkins On Line Teile einer Rede wiedergegeben wurden, die der damalige Senator der Opposition Andrew Gallimore am 28. Juni 2005 vor dem Parlament gehalten hatte. Gallimore hatte darin Kritik an Gordon Stewart und Chris Zacca in Bezug auf deren Management der Fluggesellschaft Air Jamaica geübt, diese hätte auf Kosten der Steuerzahler andere ihrer Geschäfte gefördert. Gallimore selbst war durch seine Immunität als Abgeordneter geschützt, aber Stewart, Zacca und die Air Jamaica Acquisition Group klagten gegen Perkins und seinen Arbeitgeber, die Independent Radio Company (IRC), da sie sich durch die Wiederholung der Rede in seinem Programm verleumdet und in ihrer Reputation geschädigt sahen. Jedoch blieben alle der – wie behauptet wurde – im Laufe der Zeit insgesamt 28 Verfahren gegen Perkins ergebnislos, im letzten Fall läuft allerdings noch ein Berufungsverfahren (Stand: 24. Februar 2012). Seine kritischen Kommentare brachten ihm nicht nur Gerichtsverfahren ein, auch sein Leben wurde bedroht. Laut einem Bericht des Gleaner wurde 1994 ein Mordkomplott aufgedeckt und in der Folge wurde Perkins zu seinem Schutz für einige Zeit von Polizeieskorten zur Arbeit bei KLAS FM in Mandeville begleitet.
Perkins war seit 56 Jahren mit seiner Frau verheiratet, als er am 10. Februar 2012 im Alter von 80 Jahren verstarb.